# ياتري بالا
یاتري بالا (بالفارسية: یاتری بالا) هي قرية تقع في إيران في قسم یاتري الريفي. يقدر عدد سكانها بـ 546 نسمة بحسب إحصاء 2016.